# Eve Jobs
Eve Jobs (Palo Alto, California, 9 de julio de 1998) es una jinete y modelo estadounidense que compite en la modalidad de salto ecuestre. Ganó una medalla de bronce en los Juegos Panamericanos de 2019, en la prueba por equipos. Es hija del fundador de Apple, Steve Jobs.

## Vida personal
En 2017 estuvo en pareja con el jinete y empresario mexicano Eugenio Garza Pérez.
Desde 2024 está en pareja con el jinete y medallista olímpico Harry Charles.

## Palmarés internacional
| Juegos Panamericanos | Juegos Panamericanos | Juegos Panamericanos | Juegos Panamericanos |
| Año                  | Lugar                | Medalla              | Categoría            |
| -------------------- | -------------------- | -------------------- | -------------------- |
| 2019                 | Lima (Perú)          | Medalla de bronce    | Por equipos          |